# Ptyelus flavescens
Ptyelus flavescens är en insektsart som först beskrevs av Fabricius 1794.  Ptyelus flavescens ingår i släktet Ptyelus och familjen spottstritar. Inga underarter finns listade i Catalogue of Life.